# Asociația Germană de Fotbal
Asociația Germană de Fotbal (germană Deutscher Fußball-Bund pronunție în germană [ˈdɔʏtʃɐ ˈfuːsbalˌbʊnt]; DFB pronunție în germană [ˌdeːʔɛfˈbeː] ⓘ) este forul conducător al fotbalului în Germania. A fost fondată în  1900. Este unul dintre membri fondatori ai FIFA și UEFA. Sediul central este în Frankfurt și este organizată în 5 federații regionale și 21 de organizații regionale.